# Triumph Scrambler 400 X
Die Triumph Scrambler 400 X ist ein Scrambler-Motorrad des Motorradherstellers Triumph Motorcycles und seit Januar 2024 verfügbar. Es hat den gleichen Motor wie das Modell Speed 400. 

## Antrieb

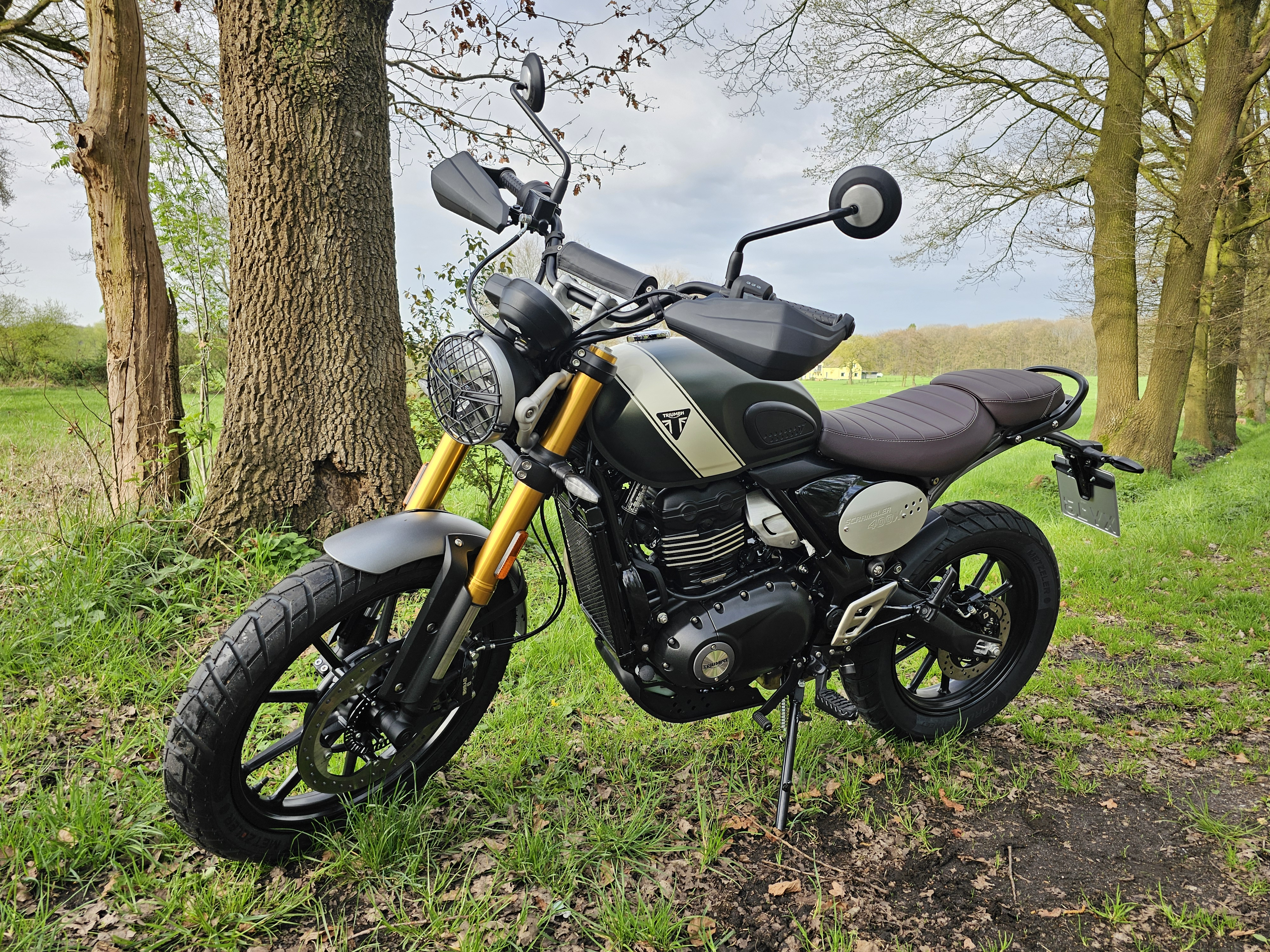
Triumph Scrambler 400 X zu sehen in der Farbe Matt Khaki Green.

Der von Triumph eigenständig entwickelte flüssigkeitsgekühlte Einzylinder-DOHC-Motor mit 4 Ventilen leistet 40 PS (29,4 kW) bei 8000/min. Das maximale Drehmoment von 37,5 Nm liegt bei 6500/min an. Mit einem Sechsganggetriebe soll eine Höchstgeschwindigkeit von 145 km/h erreichbar sein. Der Tank hat ein Volumen von 13 Litern, sodass bei dem von Triumph angegebenen Durchschnittsverbrauch von 3,5 l/100 km rechnerisch eine Reichweite von 371 km möglich ist.

## Rahmen und Fahrwerk
Die Triumph Scrambler 400 X ist 2117 mm lang, 1189 mm hoch (1169 mm ohne Spiegel) und misst 901 mm in der Lenkerbreite. Sie hat eine maximale Nutzlast von 176 kg. 
Das 19-Zoll-Vorderrad mit einer 100-90-Bereifung wird an einer Upside-down-Telegabel mit 150 mm Federweg geführt. Das Hinterrad ist an einer Zweiarmschwinge aus Aluminium gelagert. Die Reifendimension ist 140/80-17. Alle Federelemente stammen vom indischen Zulieferer Endurance.
Die vordere Bremsanlage besteht aus einer 320-mm-Bremsscheibe mit 4-Kolben-Festsattel mit ABS. Bei der Hinterradbremse ist es ein Einzylinder-Schwimmsattel mit einer 230-mm-Bremsscheibe, ebenfalls mit ABS. Die Bremskomponenten stammen von Bybre, der indischen Tochterfirma von Brembo.

## Sonstiges
Die komplette Beleuchtungsanlage besteht serienmäßig aus LED-Technik. Ein USB-C-Anschluss für die Stromversorgung von externen Geräten (z. B. Smartphones oder Navigationssystemen) gehört ebenfalls zur Serienausstattung. Triumph gewährt auch bei der 400-Kubik-Einstiegsserie Speed 400 und Scrambler 400 X  – analog zu den höherpreisigen Triumph-Motorrädern – eine kostenlose Werksgarantie von 4 Jahren. Das Serviceintervall liegt bei 16.000 km oder aber 12 Monaten (je nachdem, was zuerst eintritt).

## Verfügbarkeit und Markteinführung
Eine Marktverfügbarkeit gibt Triumph mit Januar 2024 in den Farbvarianten „Matt Khaki Green / Fusion White“, „Carnival Red / Phantom Black“ und „Phantom Black  / Silver Ice“ an.